# Chaoborus punctilliger
Chaoborus punctilliger är en tvåvingeart som beskrevs av Donald Henry Colless 1986. Chaoborus punctilliger ingår i släktet Chaoborus och familjen tofsmyggor. Inga underarter finns listade i Catalogue of Life.